# Hășmaș (okręg Sălaj)
Hășmaș – wieś w Rumunii, w okręgu Sălaj, w gminie Șimișna. W 2011 roku liczyła 288 mieszkańców.